# فيرا باربوسا
فيرا باربوسا (بالبرتغالية: Vera Barbosa‏) هي منافسة ألعاب القوى برتغالية، ولدت في 13 يناير 1989 في فيلا فرانكا دي إكسيرا في البرتغال.

## وصلات خارجية
- فيرا باربوسا على موقع الاتحاد الدولي لألعاب القوى (الإنجليزية)
- فيرا باربوسا على موقع الاتحاد الأوروبي لألعاب القوى (الإنجليزية)
- فيرا باربوسا على موقع الدوري الماسي (الإنجليزية)
- فيرا باربوسا على موقع اللجنة الأولمبية الدولية (الإنجليزية)
- فيرا باربوسا على موقع أوليمبيديا (الإنجليزية)